# Saint-Ouen-d'Attez
Pour les articles homonymes, voir Saint-Ouen.
Saint-Ouen-d'Attez est une ancienne commune française, située dans le département de l'Eure en région Normandie, devenue le 1er janvier 2016 une commune déléguée au sein de la commune nouvelle de Sainte-Marie-d'Attez.

## Toponymie
L'hagiotoponyme de la localité est attesté sous la forme Sanctus Audoenus de Athées en 1226, Ouen d'Attez en 1793, Saint-Ouen-d'Athée en 1801.
Saint-Ouen tient son nom de Ouen de Rouen, fonctionnaire royal, puis évêque métropolitain de Rouen.
Les toponymes de type Attez remontent tous au gaulois Attegia (cabane, souvent couverte de roseaux).
Le qualificatif d’Attez, commun aux paroisses de Sainte-Marie-d'Attez et  de  Saint-Nicolas-d'Attez, signifiait à l’origine que le pays était construit de pauvres habitations, de cabanes, attegia en latin. On peut supposer qu’il s’agissait là des maisons des premiers colons qui essartaient la forêt primitive, ou bien encore de celles de pâtres surveillant leurs troupeaux dans les prairies de la vallée.

## Politique et administration
| Période                                  | Période | Identité      | Étiquette | Qualité |
| ---------------------------------------- | ------- | ------------- | --------- | ------- |
| mars 2001                                |         | Serge Salitot |           |         |
| Les données manquantes sont à compléter. |         |               |           |         |

## Démographie
L'évolution du nombre d'habitants est connue à travers les recensements de la population effectués dans la commune depuis 1793. À partir du 1er janvier 2009, les populations légales des communes sont publiées annuellement dans le cadre d'un recensement qui repose désormais sur une collecte d'information annuelle, concernant successivement tous les territoires communaux au cours d'une période de cinq ans. 
Pour les communes de moins de 10 000 habitants, une enquête de recensement portant sur toute la population est réalisée tous les cinq ans, les populations légales des années intermédiaires étant quant à elles estimées par interpolation ou extrapolation. Pour la commune, le premier recensement exhaustif entrant dans le cadre du nouveau dispositif a été réalisé en 2006,.
En 2013, la commune comptait 280 habitants, en évolution de +3,32 % par rapport à 2008 (Eure : +2,66 %, France hors Mayotte : +2,49 %).
| 1793 | 1800 | 1806 | 1821 | 1831 | 1836 | 1841 | 1846 | 1851 |
| ---- | ---- | ---- | ---- | ---- | ---- | ---- | ---- | ---- |
| 550  | 379  | 397  | 372  | 351  | 374  | 390  | 385  | 360  |

| 1856 | 1861 | 1866 | 1872 | 1876 | 1881 | 1886 | 1891 | 1896 |
| ---- | ---- | ---- | ---- | ---- | ---- | ---- | ---- | ---- |
| 347  | 330  | 295  | 270  | 258  | 245  | 240  | 227  | 242  |

| 1901 | 1906 | 1911 | 1921 | 1926 | 1931 | 1936 | 1946 | 1954 |
| ---- | ---- | ---- | ---- | ---- | ---- | ---- | ---- | ---- |
| 226  | 259  | 246  | 207  | 194  | 202  | 199  | 204  | 180  |

| 1962 | 1968 | 1975 | 1982 | 1990 | 1999 | 2006 | 2011 | 2013 |
| ---- | ---- | ---- | ---- | ---- | ---- | ---- | ---- | ---- |
| 160  | 137  | 128  | 186  | 173  | 224  | 268  | 272  | 280  |

## Lieux et monuments
- Menhir de la Pierre de la Joure, classé au titre des monuments historiques par arrêté du 6 décembre 1934[8].